# Jiuxian, Chongqing
Jiuxian (kinesiska: 旧县) är ett stadsdelsdistrikt i sydvästra Kina. Det ligger i stadsdistriktet Tongliang i storstadsområdet Chongqing, omkring 49 kilometer nordväst om det centrala stadsdistriktet Yuzhong. Antalet invånare är 31 499. Befolkningen består av 15 699 kvinnor och 15 800 män. Barn under 15 år utgör 18,0 %, vuxna 15-64 år 63 %, och äldre över 65 år 17,0 %.